# Groupe Cémoi
Cet article concerne l'entreprise agroalimentaire. Pour la chocolaterie, voir Cémoi.
Le groupe Cémoi rassemble plusieurs entreprises agroalimentaires françaises spécialisées dans la production de chocolat et de confiseries. Il trouve son origine dans une fabrique de chocolat construite en 1814 par Jules Pares à Arles-sur-Tech, dans les Pyrénées-Orientales. Il a porté le nom de Cantaloup-Catala de 1887 à 1962, puis de Cantalou jusqu'en 1981. À cette date, il a repris le nom de l'ancienne chocolaterie grenobloise Cémoi.
Le groupe Cémoi possède 15 usines, 4 entrepôts et 3 bureaux commerciaux dans le monde. Sa filiale à destination des professionnels, DIPA Industries, emploie plus de 715 personnes pour un chiffre d'affaires annuel de plus de 414 millions d'euros en 2019. Son siège social se trouve à Perpignan.
En 2021, le groupe familial belge Sweet Products rachète le groupe Cémoi.

## Histoire

### Les origines: de la fabrique de Jules Pares à l'avènement de Cantalou
En 1814, le chocolatier Jules Pares bâtit à Arles-sur-Tech (Pyrénées-Orientales) une des premières fabriques de chocolat de France. En 1872, une usine est construite à Arles-sur-Tech[réf. nécessaire]. En 1887, la société prend le nom de ses deux directeurs : Joseph Cantaloup et Émile Catala.
L'usine d'Arles-sur-Tech est détruite par un incendie en 1927. Léon Cantaloup en fait reconstruire une plus grande qui atteint la production de 8 tonnes par jour en 1939[réf. nécessaire]. Cette nouvelle usine est elle-même détruite par l'Aiguat de 1940 qui provoque de nombreux dégâts.
Une nouvelle usine est construite entre 1941 et 1946 sur le site d'Orle, qui bénéficie d'un accès ferré. Cette construction plus moderne n'est donc terminée qu'après la guerre : la chocolaterie Cantaloup–Catala emploie alors 150 personnes et produit 12 tonnes par jour, distribuées dans le Sud de la France, mais aussi en Afrique du Nord, en Angleterre et en Allemagne[réf. nécessaire].

### Le grand développement
En 1962, l'homme d'affaires Georges Poirrier rachète la chocolaterie. À cette occasion, la société Cantaloup-Catala est renommée Cantalou. Au cœur des Trente Glorieuses et du développement de la société de consommation, la chocolaterie Cantalou adapte son modèle économique et se spécialise à cette époque dans la fabrication de tablettes de chocolat sous marque de distributeur pour les réseaux de grandes surfaces alors naissants. Par ailleurs, elle commence à racheter des concurrents : Frankonia à Wurtzbourg en Allemagne en 1977, puis Phoscao, premier producteur français de petits déjeuners en 1979. La même année, le groupe Cantalou s'implante en Espagne avec la reprise de la chocolaterie Olle à Vallirana (province de Barcelone).
Les années 1980 confirment cette tendance aux acquisitions. Entre 1981 et 1984, le groupe rachète six chocolateries en Europe : les trois marques françaises Aiguebelle, Pupier et surtout Cémoi, dont il emprunte le nom commercial pour se rebaptiser en 1981, ainsi que la chocolaterie de l'Abbaye de Tinchebray en 1982, laquelle est fusionnée avec la chocolaterie Suisse Normande de Paris en 1983 lors du rachat de cette dernière. Enfin, la société espagnole Elgorriaga est absorbée en 1984 apportant au groupe ses deux établissements d'Irun (chocolaterie) et d'Ávila (biscuiterie). Le développement du nouveau groupe Cémoi se fait aussi au travers de construction d’usines à Sorbiers (Loire) en 1981, et en Allemagne pour Frankonia en 1982.
Cémoi se diversifie, soit en lançant de nouveaux produits, comme la gaufrette Quadro en 1986, soit par le biais d'une intégration horizontale accrue : les sociétés Coppelia, Dolis, Foullon, OP Chocolate et Cheval Blanc Distribution sont rachetées entre 1987 et 1991. Toujours en 1991, le groupe s'enrichit de trois nouvelles unités de production : la Chocolaterie d'Aquitaine à Bègles, la Confiserie Saint Siffrein à Carpentras et la Chocolaterie Cheval Blanc à La Tour-du-Pin.

### De 1993 à aujourd’hui

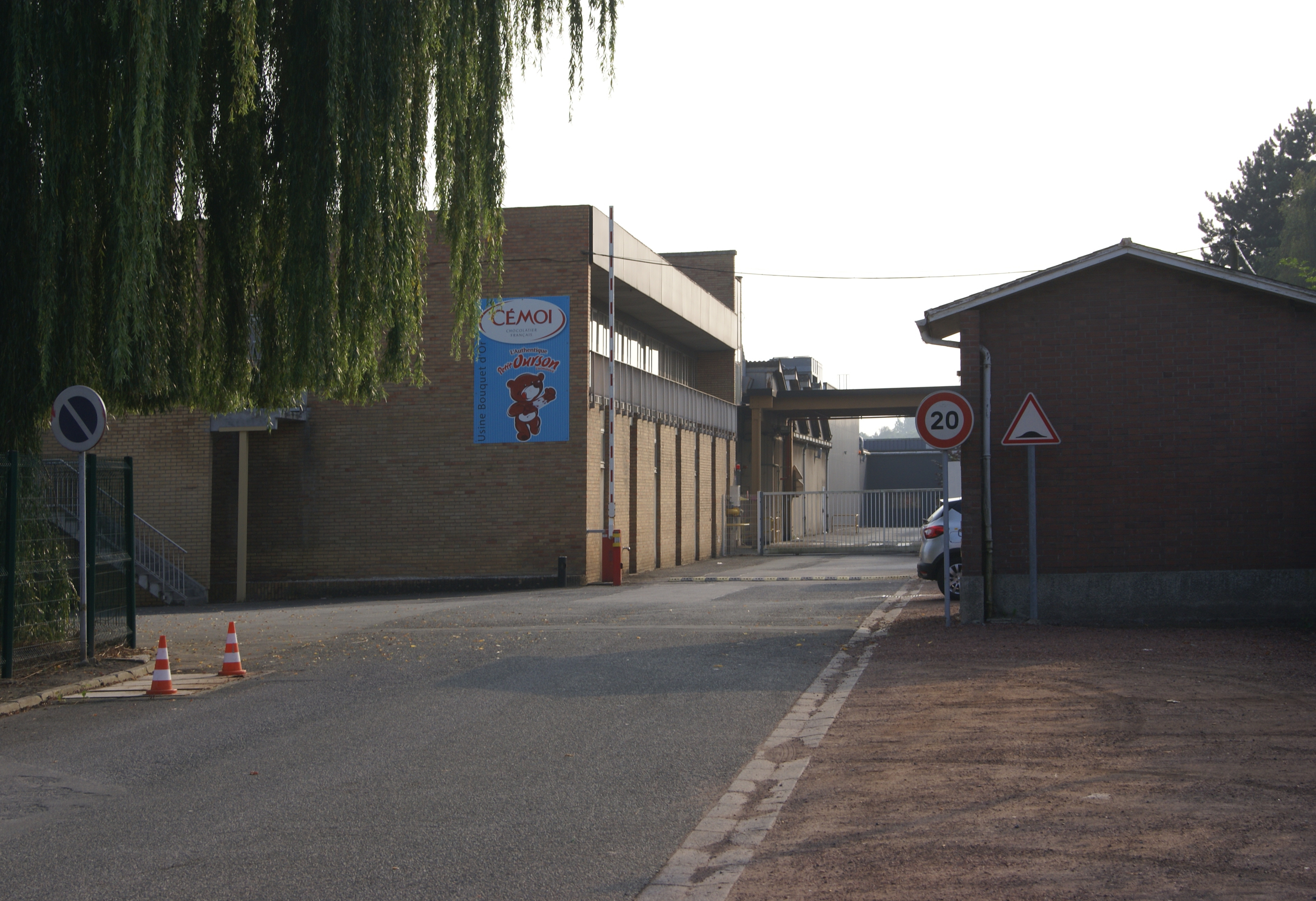
Usine Bouquet d'or à Ascq, en 2014.

En 1996, afin de décongestionner ses usines de transformation, le groupe investit dans la construction d'une usine de trituration des fèves de cacao en Côte d'Ivoire. En 2003, le groupe rachète à Cadbury la chocolaterie Bouquet d'or à Villeneuve-d'Ascq, spécialiste du praliné et du Petit Ourson guimauve.
En 2007, le groupe crée Moreuil Distribution qui regroupe les entrepôts d'Arras et de Mâcon et acquiert l'usine Gryf en Pologne, spécialisée dans la torréfaction des fèves et les produits industriels. Cette même année, le groupe Cémoi prend le contrôle de la société Jacquot, basée à Troyes.
En 2008, une nouvelle chocolaterie est inaugurée à Perpignan, sur le site dit Torremilla.
Le groupe Cémoi lance en 2009 une gamme de six tablettes de chocolat bio-équitable bénéficiant du label Agriculture biologique (qui lui est délivré par Écocert, un des organismes certificateurs), dont chacune est fabriquée avec un cacao en provenance d'un seul pays producteur.
Depuis 2012, l'ancienne chocolaterie Cémoi a été transformée en boutique, revendeur officiel des produits Cémoi. Le site propose des visites dans l'ancienne usine du groupe ainsi qu'une dégustation détaillée et expliquée des produits.
En 2015, est lancé le Programme Transparence Cacao dont l'objectif est de maîtriser l’ensemble de la filière du chocolat, depuis le planteur jusqu’au consommateur.
En 2017, l'entreprise acquiert la société américaine Chris Candies (Pittsburg-Pennsylvanie), spécialisée dans la production pour les supermarchés et grossistes.
Le Groupe Cémoi, qui réalise 750 millions d'euros de chiffre d'affaires avec 3 200 employés, est racheté en juillet 2021 par le groupe familial belge Sweet Products pour environ 500 millions d'euros, soit 10 fois son Ebitda 2020, selon Les Échos. Une fois regroupée, l'entreprise devrait compter 5 000 salariés, réaliser un chiffre d'affaires de 1,2 milliard d'euros, et devenir « le numéro un mondial en matière de chocolats sous marques distributeurs ».